# بل‌ویل (پنسیلوانیا)
بل‌ویل (به انگلیسی: Belleville) یک منطقهٔ مسکونی در ایالات متحده آمریکا است که در شهرستان میفلن، پنسیلوانیا واقع شده‌است. بل‌ویل ۵٫۴ کیلومتر مربع مساحت و ۱٬۸۲۷ نفر جمعیت دارد.